# Dryopteris austro-indica
Dryopteris austro-indica là một loài dương xỉ trong họ Dryopteridaceae. Loài này được Fraser-Jenk. mô tả khoa học đầu tiên năm 1989.
Danh pháp khoa học của loài này chưa được làm sáng tỏ. 